# متحف بيت البلد
متحف بيت البلد، هو عبارة عن بيت قديم، حيث يعتبر أقدم بيت في جدة، لكن تم ترميمه وتجهيزه للعرض المتحفي من قبل حكومة المملكة العربية السعودية.

## نبذة عن المتحف
تأسس منذ أكثر من 170 عامًا ويتميز ببنائه الفريد وواجهته المذهلة. ويشرف عليه وزارة الثقافة. وقد جذب الزائرين من خلال موسم جدة التاريخية. ويهدف المتحف إلى تعريف الزائر بالحضارة القديمة والحديثة والمعالم الهامة التي يجب زيارتها أثناء التواجد في المنطقة، كما تسلط الضوء على المواقع المهمة، مثل المساجد والمدارس والبيوت التاريخية التي تقع جميعها في حي البلد.
ويجسد بيت البلد نقطة التقاء ثقافة جدة واضعا تراث المملكة العربية السعودية الثري في المقدمة.

## موقع المتحف
يقع متحف بيت البلد في حي البلد الواقع جنوب مدينة جدة بالمملكة العربية السعودية.

## أقسام المتحف
يضم المتحف مجموعة كبيرة من الأعمال الرائعة والعروض الثقافية ومنها ما يلي
- مقر القنصل البريطاني القديم
- قاعات خاصة لكبار الشخصيات
- غرف مزودة بشاشات تفاعلية تتيح للزوار معرفة المزيد عن المنطقة التاريخية والمناطق المحيطة بها.